# 伊藤祐民

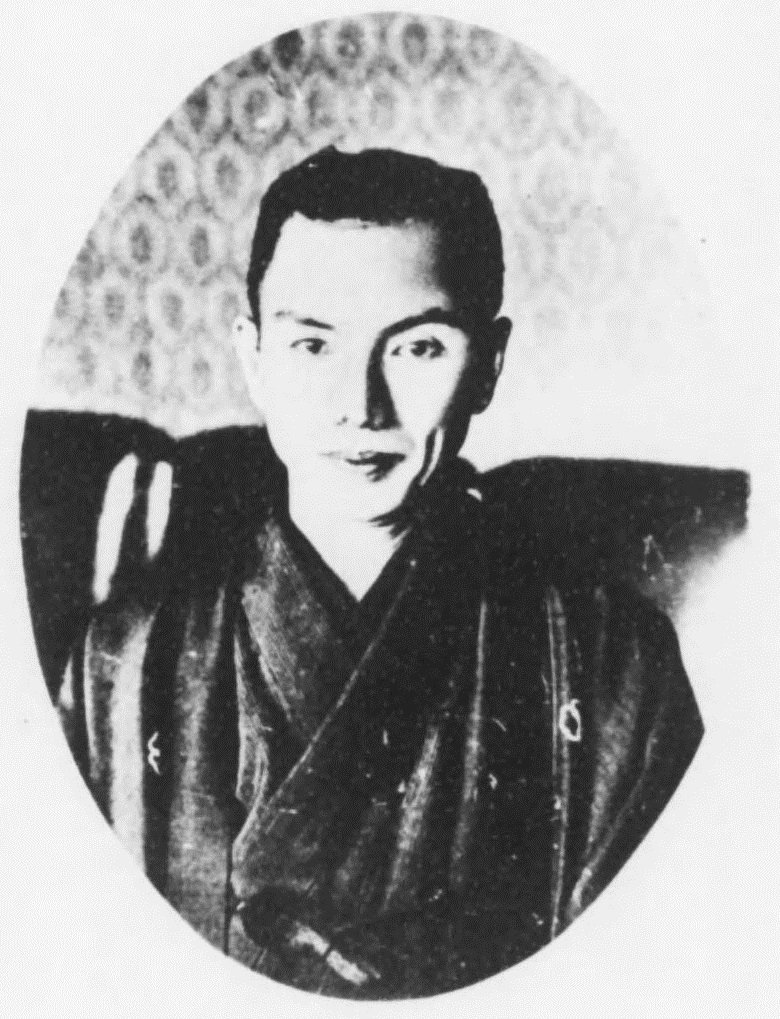
1929年ごろ

伊藤 次郎左衞門祐民（いとう じろうざえもんすけたみ、1878年5月26日 - 1940年1月25日）は、愛知県名古屋市出身の実業家。松坂屋を株式会社化し、初代社長に就任。15代目・伊藤次郎左衞門祐民。幼名・守松、隠居名・治助

## 経歴
1878年（明治11年）、14代目伊藤次郎左衞門祐昌の四男として生まれた。
母親は岡谷惣助 (9代目)の妹・みつ。幼名は守松。父・祐昌には4人の息子が居たが、長男の文次郎、次男の千次郎は夭逝。三男・宮松とは年子の兄弟だったが幼少期は身体が弱かった。一方でいたずらっ子でもあり、宮松を池に突き落としたこともあったという。
1893年（明治26年）明倫小学校高等部卒業の後は当時の商家の倣いで進学せず、自宅で個人教授を受けた。教授となったのは雅楽の恒川重光、龍笛の吉田種彦・山井基万、謡曲の尾崎浪音、茶道の松尾宗幽（松尾流八代）、水彩画の野崎華年、狂言の五代目河村武七、漢文の増田白水、漢学の井上雅川、弓道の星野勘左衛門などで、父や祖父からも茶道、和歌、国文学、雅楽、書道などの手解きを受けている。17歳の時に兄・宮松が脚気衝心で急逝したため伊藤家の跡継ぎとなった。1901年（明治34年）、親戚でもあった岡谷惣助 (9代目)の七女・貞（てい）と結婚。貞はいとこにあたり、その弟に岡谷惣助 (10代目)。1903年に生まれた長女の錥（いく）は長じたのち子爵の交野政邁の妻となった。
家業に携わるようになった祐民は、1907年（明治40年）に上野のいとう松坂屋（後の松坂屋上野店）が新装開店した際に江戸時代から続けられてきた座売りを改め、商品を棚に陳列しての立ち売り形式とした。また、1909年（明治42年）8月に渋沢栄一を団長として行われた渡米実業団に伊藤銀行取締役として参加した際に見学したアメリカのデパートに大きな影響を受け、1910年には株式会社いとう呉服店を創立。第10回関西府県連合共進会の開催に先駆けて新たな店舗を名古屋市中区栄町に3階建て洋館形式のデパートとして開店した。この際には先にデパートとして開業していた三越の専務・日比翁助に会って直に教えを請うたという。
1916年（大正5年）に洋風4階建てで竣工された上野店が1923年（大正12年）の関東大震災で全焼した際には、全社員に3ヶ月分の給料を前払いするとともに「松坂屋慰問団」を結成して被災者に生活必需品の配布などの援助を行った。この時には名古屋の店舗からも応援を出し、自らも軍の駆逐艦に便乗して上京。これらの活動で松坂屋の名前が浸透したこともあって1925年には全店舗の商号を松坂屋に統一。
1918年（大正7年）には覚王山日泰寺に隣接する地に別荘として揚輝荘の建設を開始。翌年、妻・貞が急逝したのち、大正11年頃に自宅として揚輝荘に定住。この頃に川橋千代と再婚した。1924年（大正13年）には15代伊藤次郎左衛門を襲名。
1927年（昭和2年）11月から1933年（昭和8年）1月まで名古屋商工会議所の9代会頭を勤め、その間の1931年（昭和6年）には支那視察団の団長として1000人を率いて中国を訪れた。1933年（昭和8年）、自らが定めた55歳定年によって公職の一切を辞し、財団法人衆善会を設立すると共に翌1934年にはビルマやインドへ仏跡巡拝の旅に出た。この旅については後に全国各地で講演会を行なっている。訪問先で会談した矢田部保吉駐タイ特命全権公使の要望を受け、1935年（昭和10年）に名古屋日暹協会を設立。
1936年には名古屋初のシティホテル名古屋観光ホテルを中心になって創業した。
1939年（昭和14年）に体調を崩して手術を受けた後、揚輝荘で療養を行なっていたが、10月に茶屋町に居宅を戻すとともに家督を譲り、名を治助と改めた。翌1940年1月25日死去、享年61。

## 家族
- 父・14代目伊藤次郎左衞門祐昌（伊藤千次郎）
- 母・みつ - 岡谷惣助 (9代目)の妹
- 妻・てい - 母の姪。岡谷惣助 (9代目)の七女
  - 長男・16代目伊藤次郎左衞門祐茲（伊藤松太郎）。松坂屋社長。岳父に侯爵佐竹義生
    - 長男・17代目伊藤次郎左衞門祐洋（伊藤洋太郎）。松坂屋社長。岳父に白鶴酒造会長嘉納治兵衛8代目

  - 二男・銃次郎 - 松坂屋役員。岳父に子爵相良頼綱
  - 三男・鈴三郎 - 松坂屋社長。岳父にヤマサ醤油社長浜口儀兵衛10代目
  - 長女・錥 - 子爵交野政邁の妻
  - 二女・銈 - 黒江屋社長・柏原孫左衛門の妻

## 人物
先に記したように四男だった祐民は本来は跡継ぎではなく、かなり自由に育てられたこともあって古い因習には拘らない人物であった。1910年にデパートとして「いとう呉服店」栄店を開業するにあたっては反対する父や古参の店員を押し切って開店した。また先に記したいたずら好きな面は長じても変わらず、友人をひっかけることも度々あったという。一方で代々の伊藤家当主と同様に仏教への信仰に篤く、それが後述するオッタマとの交流にも繋がった。

### ウ・オッタマとの交流

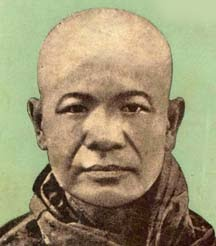
ビルマ独立運動家ウ・オッタマ

1910年（明治41年）、いとう呉服店栄店の開店当日、店に偶然立ち寄ったウ・オッタマ（en:U Ottama 1881年 - 1939年）との交流はその後の祐民に大きな影響を与えた。ビルマの僧侶であり、独立運動家でもあったオッタマは浄土真宗本願寺派第22世法主・大谷光瑞の招きで来日、日本の実状を見聞すべく東京まで歩いて旅をする途中であったという。
来日したオッタマは伊藤家に宿泊することも度々で、ビルマからの留学生受け入れを口約束した祐民の元に6人の留学生を送り、祐民は自宅で同居（後に一軒家を借りて「ビルマ園」と名づけた）しながら日本語や作法などを教え、その後は日本の学校で学ばせている。これは後に伊藤家の別荘揚輝荘に多くの海外留学生を受け入れるきっかけともなった。オッタマの来日がイギリス政府によって禁止された後は1934年のビルマ・インド歴訪の際に再会、共に仏跡を巡っている。

## 栄典
- 1941年（昭和16年）7月3日 - 紺綬褒章飾版[5]

## 著書
- 『戊寅年契』（1938年）

### 関連書籍
- 『揚輝荘主人遺構』- 竹中工務店（1942年）